# بيتروس جاكوبس
بيتروس جاكوبس (بالإنجليزية: Petrus Jacobs)‏ هو ضابط جنوب أفريقي، ولد في 1910، وتوفي في 1967.